# 易卜拉欣·凯帕卡亚
易卜拉欣·凯帕卡亚（土耳其語：İbrahim Kaypakkaya；1949年—1973年5月18日），或译为易卜拉欣·凯帕喀亚，土耳其毛主义者，土耳其共产党/马列创始人。直到今天，他仍被许多人视为抵抗的象征，也是马列毛主义其他主要领导人和思想家的思想的集合者。1973年，凯帕卡亚在通杰利省与土耳其军队交战的过程中受伤被俘，四个月后在迪亚巴克尔监狱被处决。

## 生平
1949年，易卜拉欣·凯帕卡亚出生于一个土耳其族阿列维派家庭。早年，他在家乡邻近的村庄发行政治杂志。后来，他在伊斯坦布尔大学理学院物理学系学习时接触到了革命思想。此后，他加入了土耳其革命工农党。1967年，他成为思想俱乐部联合会（土耳其語：Fikir Kulüpleri Federasyonu）在当地分支机构的创始人之一。1968年3月，他参与了锄头思想俱乐部（土耳其語：Çapa Fikir Kulübü）的创建，并成为俱乐部的主席。1968年11月，凯帕卡亚因准备反对来访的美国第六舰队的传单而被大学开除。
后来，易卜拉欣·凯帕卡亚接受了民族民主革命的观点，并为《工农报》（土耳其語：İşçi Köylü）工作。他在《启蒙》杂志和《土耳其左派》杂志撰写文章。随后，凯帕卡亚与多乌·佩林切克及其组织决裂，因为他认为佩林切克是修正主义和机会主义者。参与农民斗争的凯帕卡亚建立了土耳其共产党/马列的军事派别土耳其工农解放军（土耳其語：Türkiye İşci ve Köylü Kurtuluş Ordusu），并在通杰利、马拉蒂亚和加济安泰普展开活动。
凯帕卡亚及其同志审判并枪杀了导致土耳其人民解放军成员西南·杰姆吉尔及其两位战友在于政府军交战中被杀的告密村长。在戒严期间，凯帕卡亚成为革命团结和其支持者情谊的象征。

## 被俘和死亡
1971年土耳其军事备忘录公布之后，土耳其政府镇压了土耳其的共产主义运动。1973年1月24日，凯帕卡亚及其战友在通杰利的山区遭到土耳其军队的袭击。他受了重伤，其战友阿里·哈伊达尔·耶尔德兹战死。军队将凯帕卡亚留在原地，认为他会死于重伤，但这使得他免于被俘。在严冬之中，恶劣的天气和大雪迫使他在一个山洞之中待了五天。之后，他前往一个村庄，向当地教师贾费尔·阿坦寻求帮助。最初，阿坦允许凯帕卡亚在一个房间内避难。但随后他将房门锁上并向军方报告。
土耳其政府迫害并摧毁了土共/马列的领导层。凯帕卡亚及其几位同僚被俘。1973年5月18日，凯帕卡亚被折磨到濒临死亡，随后被军官开枪打死，终年24岁。他的遗体被肢解，其死因被裁定为自杀。
土耳其国家情报局的报告声明，凯帕卡亚是土耳其最危险的革命者，他对非共产党的政府构成了严重威胁。

## 身后
- 据称将凯帕卡亚交予宪兵队的教师贾费尔·阿坦处于生命安全原因经常改变工作地点。2000年，阿坦在他萨勒加齐的家中被三人突袭，在他的妻子和三个孩子面前头部中弹身亡。[12]
- 在1973年1月24日领导突击队袭击凯帕卡亚及其战友，后来俘虏受伤的凯帕卡亚的费赫米·阿尔滕比莱克于2015年发生于贝希克塔什的一次武装袭击中受伤。[13]

## 文化遗产
死后，由于“宁死不泄密”，凯帕卡亚成为土耳其共产主义革命的烈士。尽管他年纪不大，他仍是土耳其土耳其最杰出的马克思主义理论家之一。凯帕卡亚最知名的作品是他对凯末尔主义和土耳其的国家原则的批评，以及他关于民族问题，尤其是库尔德问题的论文。

## 学说
他的学说基于毛泽东思想，支持文化大革命。因此，凯帕卡亚的生活受到中苏决裂的重要影响。
凯帕卡亚还认为，库尔德人存在着民族问题，这一问题可以通过听取库尔德人民的意愿，看他们是否愿意留在土耳其境内解决。

## 土耳其共产党/马列
土耳其共产党/马列在1973年到1978年之间重组。1978年，第一次党代会（土耳其語：TKP/ML I. Kongresi）召开。1981年，召开了第二次党代会（土耳其語：TKP/ML II. Kongresi）。该党在第二次党代会后分裂出布尔什维克党（北库尔德斯坦—土耳其）。
然而，这既不是该党第一次分裂，也并非最后一次。土耳其共产党/马列—运动在重组期间的1976年就已经分裂出来。在第二次党代会后，其他分裂出来的政党有：土耳其共产党/马列—革命无产者（1987年）、土耳其共产党/马列（毛主义党中心）（1987年）和毛主义共产党 (土耳其)（1994年）。
根据安全总局（土耳其警方）反恐和行动部的数据，截至2007年，土共/马列名列土耳其12个活跃的恐怖组织之一。

## 文化领域

### 音乐
- Grup Munzur - İsyan Ateşi
- Emekçi - İbrahime Ağıt
- Ozan Emekçi - Diyarbakır Zindanları
- İlkay Akkaya - Ibrahim yoldaş
- Can Cihan - İbo Haydar Zülfikar
- Ozan Rençber - Gel Gidelim İbo

### 电影
- Kırmızı Gül Buz İçinde
- Sönmeyen Ateş - İbrahim Kaypakkaya